# FK Spartak Subotica
Cet article concerne le club de football. Pour le club de hockey sur glace, voir Spartak Subotica (hockey sur glace).
Maillots
Le Fudbalski Klub Spartak Subotica (en serbe en écriture cyrillique : Фудбалски Клуб Спартак Суботица), plus couramment abrégé en Spartak Subotica, est un club serbe de football fondé en 1945 et basé dans la ville de Subotica.

## Historique
- 2008 : changement du nom en FK Spartak Zlatibor Voda
- 2013 : retour au nom originel FK Spartak Subotica

## Bilan sportif

### Palmarès
| Anciennes compétitions |
| --- |
| - Championnat de Yougoslavie D2 (4) : - Champion : 1952, 1971-1972, 1985-1986 (Ouest) et 1987-1988 (Ouest). - Coupe de Yougoslavie : - Finaliste : 1961-1962. - Coupe de République fédérale de Yougoslavie : - Finaliste : 1993-1994. |

### Bilan par saison
| Saison    | Championnat  | Championnat | Championnat | Championnat | Championnat | Championnat | Championnat | Championnat | Championnat | Championnat | Coupe de Serbie     |
| Saison    | Division     | Pos         | Pts         | J           | V           | N           | D           | BP          | BC          | Diff        | Coupe de Serbie     |
| --------- | ------------ | ----------- | ----------- | ----------- | ----------- | ----------- | ----------- | ----------- | ----------- | ----------- | ------------------- |
| 2006-2007 | 2e           | 19e         | 26          | 38          | 6           | 8           | 24          | 35          | 65          | -29         | Seizièmes de finale |
| 2007-2008 | 3e Voïvodine | 1er         | 79          | 30          | 25          | 4           | 1           | 74          | 16          | +58         | Seizièmes de finale |
| 2008-2009 | 2e           | 4e          | 60          | 34          | 17          | 9           | 8           | 46          | 27          | +19         | —                   |
| 2009-2010 | 1re          | 4e          | 49          | 30          | 14          | 7           | 9           | 34          | 27          | +7          | Quarts de finale    |
| 2010-2011 | 1re          | 5e          | 43          | 30          | 11          | 10          | 9           | 34          | 27          | +7          | Quarts de finale    |
| 2011-2012 | 1re          | 7e          | 43          | 30          | 11          | 10          | 9           | 31          | 31          | 0           | Quarts de finale    |
| 2012-2013 | 1re          | 9e          | 36          | 30          | 9           | 9           | 12          | 36          | 39          | -3          | Quarts de finale    |
| 2013-2014 | 1re          | 10e         | 34          | 30          | 8           | 10          | 12          | 24          | 37          | -13         | Demi-finales        |
| 2014-2015 | 1re          | 11e         | 34          | 30          | 9           | 7           | 14          | 23          | 33          | -10         | Quarts de finale    |
| 2015-2016 | 1re          | 10e         | 42-2        | 37          | 11          | 11          | 15          | 37          | 42          | -5          | Huitièmes de finale |
| 2016-2017 | 1re          | 10e         | 51          | 37          | 14          | 9           | 14          | 47          | 55          | -8          | Huitièmes de finale |
| 2017-2018 | 1re          | 4e          | 61          | 37          | 18          | 7           | 12          | 62          | 49          | +13         | Huitièmes de finale |
| 2018-2019 | 1re          | 10e         | 46          | 37          | 12          | 10          | 15          | 41          | 49          | -8          | Quarts de finale    |
| 2019-2020 | 1re          | 7e          | 46          | 30          | 14          | 4           | 12          | 46          | 48          | -2          | Huitièmes de finale |
| 2020-2021 | 1re          | 9e          | 52          | 38          | 15          | 7           | 16          | 54          | 53          | +1          | Quarts de finale    |
| 2021-2022 | 1re          | 12e         | 44          | 37          | 12          | 8           | 17          | 45          | 60          | -15         | Seizièmes de finale |
| 2022-2023 | 1re          | 10e         | 39          | 37          | 9           | 12          | 16          | 38          | 49          | -11         | Huitièmes de finale |

Légende
- Promotion en division supérieure.
- Relégation en division inférieure.

### Bilan européen
Note : dans les résultats ci-dessous, le score du club est toujours donné en premier.
| Saison    | Compétition  | Tour             | Club           | Domicile | Extérieur | Total |
| --------- | ------------ | ---------------- | -------------- | -------- | --------- | ----- |
| 2010-2011 | Ligue Europa | Deuxième tour Q  | Differdange 03 | 2 - 0    | 3 - 3     | 5 - 3 |
| 2010-2011 | Ligue Europa | Troisième tour Q | FK Dnipro      | 2 - 1    | 0 - 2     | 2 - 3 |
| 2018-2019 | Ligue Europa | Premier tour Q   | Coleraine FC   | 1 - 1    | 2 - 0     | 3 - 1 |
| 2018-2019 | Ligue Europa | Deuxième tour Q  | Sparta Prague  | 2 - 0    | 1 - 2     | 3 - 2 |
| 2018-2019 | Ligue Europa | Troisième tour Q | Brøndby IF     | 0 - 2    | 1 - 2     | 1 - 4 |

Légende
- Victoire ou qualification pour le tour suivant
- Match nul
- Défaite ou élimination de la compétition

## Personnalités du club

### Présidents du club
- Dragan Simović

### Entraîneurs du club
| - Ilija Rajković (? - 1960) - Tihomir Ognjanov - Milan Živadinović (1974 - 1975) - Ljupko Petrović (1987 - 1988) - Milutin Sredojević (2000 - 2001) - Ranko Popović (2008 - 2009) - Zoran Milinković (2009 - 2010) - Dragan Miranović (2010) | - Ilija Dobrić (2010) - Ljubomir Ristovski (2011) - Zoran Njeguš (2011 - 2012) - Zoran Milinković (2012) - Zoran Marić (2012) - Petar Kurćubić (2012 - 2013) - Dragi Kanatlarovski (2013 - 2014) - Stevan Mojsilović (2014 - 2015) | - Andreï Tchernychov (2015 - 2017) - Aleksandar Veselinović (2017 - 2018) - Vladimir Gaćinović (2018) - Predrag Rogan (2018 - 2019) - Vladimir Gaćinović (2019 - 2020) - Vladimir Buač (2020 - 2021) - Vladimir Gaćinović (2021 - ) |

### Joueurs du club

#### Grands noms
- Živko Slijepčević
- Predrag Đorđević
- Nemanja Vidić
- Nikola Žigić

#### Effectif actuel[Quand?]
,,
| N° | Nat.                  | Poste | Nom du joueur                |
| -- | --------------------- | ----- | ---------------------------- |
| 2  | Drapeau de la Serbie  | D     | Filip Jović                  |
| 4  | Drapeau de la Serbie  | M     | Branimir Jočić               |
| 5  | Drapeau de la Serbie  | D     | Dejan Kerkez                 |
| 6  | Drapeau de la Serbie  | D     | Nemanja Tekijaški            |
| 7  | Drapeau de la Serbie  | M     | Luka Pavlović                |
| 8  | Drapeau de la Serbie  | M     | Vladimir Torbica (capitaine) |
| 9  | Drapeau de la Serbie  | A     | Dejan Đenić                  |
| 10 | Drapeau de la Serbie  | D     | Stefan Milošević             |
| 11 | Drapeau de la Serbie  | A     | Milan Lučić                  |
| 12 | Drapeau de la Serbie  | G     | Miloš Ostojić                |
| 15 | Drapeau de la Serbie  | M     | Nemanja Glavčić              |
| 16 | Drapeau de la Serbie  | M     | Jovan Lazić                  |
| 17 | Drapeau du Monténégro | A     | Stefan Denković              |
| 18 | Drapeau de la Serbie  | M     | David Dunđerski              |
| 19 | Drapeau de la Serbie  | A     | Stefan Šormaz                |
| 21 | Drapeau du Monténégro | D     | Andrija Vukčević             |
| 23 | Drapeau de la Serbie  | A     | Nemanja Obradović            |

| No. | Nat.                      | Position | Nom du joueur         |
| --- | ------------------------- | -------- | --------------------- |
| 25  | Drapeau de la Serbie      | G        | Ivan Dokić            |
| 26  | Drapeau de la Serbie      | M        | Andrija Milić         |
| 27  | Drapeau de la Serbie      | D        | Slađan Rakić          |
| 28  | Drapeau du Nigeria        | M        | Bassey Inyang Howells |
| 31  | Drapeau de la Serbie      | M        | Milan Marčić          |
| 39  | Drapeau du Taipei chinois | M        | Tim Chow              |
| 66  | Drapeau du Monténégro     | D        | Nikola Popović        |
| 96  | Drapeau de la Serbie      | G        | Ivan Lučić            |
| ––  | Drapeau de la Serbie      | G        | Vojin Stajković       |
| ––  | Drapeau de la Serbie      | D        | Ensar Brunčević       |
| ––  | Drapeau de la Serbie      | D        | Draško Đorđević       |
| ––  | Drapeau de la Serbie      | D        | Luka Cucin            |
| ––  | Drapeau de la Serbie      | M        | Nemanja Mladenović    |
| ––  | Drapeau de la Serbie      | M        | Đorđe Radovanović     |
| ––  | Drapeau de la Serbie      | M        | Lazar Tufegdžić       |
| ––  | Drapeau de la Serbie      | A        | Nikola Lakčević       |

## Identité visuelle

Ancien logo